# Tharra subquadrata
Tharra subquadrata är en insektsart som beskrevs av Nielson 1975. Tharra subquadrata ingår i släktet Tharra och familjen dvärgstritar. Inga underarter finns listade i Catalogue of Life.